# Flaviobriga
Flaviobriga fou un port de la mar Cantàbrica, que probablement correspon a Castro Urdiales a Cantàbria. Era a l'oest de l'estuari del Nerva (Nervion) i va rebre aquest nom i el rang colonial sota Vespasià o Titus i abans es deia Amanum Portus. Plini el Vell diu que era una ciutat dels vàrduls, però Ptolemeu l'assigna als autrígons.